# Fernando Balzaretti
Fernando Balzaretti (Ciudad de México; 10 de junio de 1946-Ciudad de México; 5 de septiembre de 1998) fue un actor de televisión, cine y teatro mexicano.

## Biografía

### Sus inicios
Nació el 10 de junio de 1946 en México, D.F. Trabajó como periodista. Comenzó su carrera como actor a finales de la década de 1960. Trabajó en el cine donde filmó alrededor de 46 películas, en la televisión donde grabó alrededor de 16 telenovelas y en el teatro, actuando en alrededor de 136 obras. También fue profesor de arte dramático en la UNAM.

## Premios
Fue nominado al Ariel en 3 ocasiones: dos en el mismo año (1988) en la categoría de Mejor Coactuación Masculina por Muelle rojo; y Mejor Actor por Días difíciles, ganando la primera. La tercera también fue nominado en la categoría de Mejor Coactuación Masculina por Kino: la leyenda del padre negro (1994).
Su último trabajo lo realizó en la telenovela Huracán en 1997.

## Muerte
Falleció el 5 de septiembre de 1998 en México, D.F. a los 52 años de edad, a consecuencia de una embolia que lo mantuvo en coma durante cuatro meses.[cita requerida] Su último trabajo fue en la telenovela Huracán.

## Filmografía como actor

### Telenovelas
- Huracán (1997-1998) .... Ezequiel Vargaslugo
- Cañaveral de pasiones (1996) .... Padre Refugio "Cuco" Rosales
- Acapulco, cuerpo y alma (1995-1996) .... Aurelio García
- Si Dios me quita la vida (1995) .... Santiago Hernández
- Buscando el paraíso (1993-1994) .... Don Luis
- Ángeles sin paraíso (1992-1993) .... Morrongo
- Destino (1990) .... René Kamini
- Dos vidas (1988) .... Dr. Marcelo Ascencio
- Amor en silencio (1988) .... Jorge Trejo
- La gloria y el infierno (1986) .... Sergio Vallarta
- Eclipse (1984) .... Simón
- El derecho de nacer (1981-1982) .... Ricardo del Río
- La divina Sarah (1980) .... Luis Verneuil
- Juventud (1980) .... Enrique
- Pasiones encendidas (1978-1979) .... Antonio Reyes
- Mi primer amor (1973) .... Ricardo

### Películas
- Sucesos distantes (1996)
- Una luz en la escalera (1994)
- Kino: la leyenda del padre negro (1993)
- Gertrudis (1992)
- Ciudad de ciegos (1991)
- Sandino (1990)
- El nacimiento de un guerrillero (1989)
- Días difíciles (1987)
- Muelle rojo (1987)
- La rebelión de los colgados (1986)
- Crónica de familia (1986)
- El hombre de la mandolina (1985)
- Es mi vida (1982)
- El Noa Noa (1980)
- Bandera rota (1979)
- Adiós, david (1979)
- Lo mejor de Teresa (1976)
- Longitud de guerra (1976)
- El esperado amor desesperado (1976)
- El ausente (1972)
- Fin de fiesta (1972)
- Ya sé quien eres (te he estado observando) (1972)
- Las reglas del juego (1971)
- El principio (1971)
- Jóvenes de la Zona Rosa (1970)
- Antojitos mexicanos (1983)

### Teatro
- Los asesinos ciegos (1970), de Héctor Mendoza.
- Severa vigilancia (1970), de Jean Genet.
- Jacques y su Amo (1988), de Milan Kundera.[3]

## Premios

### Premios TVyNovelas
| Año  | Categoría     | Telenovela | Resultado |
| ---- | ------------- | ---------- | --------- |
| 1991 | Mejor villano | Destino    | Nominado  |

### Premios Ariel
| Año  | Categoría                   | Película                         | Resultado |
| ---- | --------------------------- | -------------------------------- | --------- |
| 1994 | Mejor Coactuación Masculina | Kino: la leyenda del padre negro | Nominado  |
| 1988 | Mejor Actor                 | Días difíciles                   | Nominado  |
| 1988 | Mejor Coactuación Masculina | Muelle rojo                      | Ganador   |